# 通津村
通津村（つづそん）は、山口県玖珂郡にあった村。現在の岩国市通津・長野にあたる。

## 地理
- 海洋 ： 安芸灘
- 山岳 ： 峯山、高照寺山

## 歴史
- 1889年（明治22年）4月1日 - 町村制の施行により、通津村・長野村の区域をもって発足。
- 1947年（昭和22年）12月3日 - 山口県に昭和天皇の戦後巡幸。村内に行幸はなかったが、石川宗一が宿泊所に召し出されて「通津村の農村工業」について進講を行った[1]。
- 1955年（昭和30年）4月1日 - 岩国市に編入。同日通津村廃止。

## 交通

### 鉄道路線
- 日本国有鉄道
  - 山陽本線
    - 通津駅

### 道路
- 国道188号